# Jean de Cronstadt
Jean Sergieff, dit Jean de Cronstadt (Иоанн Кронштадтский en russe), né en 1829 et mort en 1908, est un saint orthodoxe russe.
Archiprêtre et membre du Saint-Synode de l’Église orthodoxe russe, thaumaturge, évangélisateur, il a été une figure majeure de l’orthodoxie russe à son époque et est aujourd’hui l’un des saints les plus populaires de Russie,.
Il est fêté le 20 décembre.

## Biographie
Jean est né dans le village de Sura, dans la région d’Arkhangelsk le 19 octobre 1829, dans une famille pauvre mais très pieuse. Son père est sacristain d'église.
À sa naissance, l’enfant paraît si faible et fragile que ses parents s’empressent de le faire baptiser. Il reçoit le nom de Jean, en l’honneur de saint Jean de Rila, dont on célèbre la fête ce jour-là.

### Formation
Jean grandit dans un milieu pauvre et défavorisé. Son père lui enseigne la piété et la foi, mais le jeune garçon est médiocre à l’école, ce qui afflige son père.
Une nuit, il a une vision au cours de laquelle un voile lui tombe des yeux, comme si son esprit s’ouvrait. À partir de ce moment, il devient un bon élève.
Il entre au séminaire d’Arkhangelsk dont il est diplômé. Il obtient une bourse avec laquelle il est admis à l’Académie théologique de Saint-Pétersbourg.
Pendant ses études, Jean désire devenir missionnaire mais un jour, il voit en rêve la cathédrale Saint-André de Cronstadt. Alors qu’il finit ses études, il rencontre la fille de l’archiprêtre de la cathédrale et est invité à l'épouser. Sentant que c'est la volonté de Dieu qu'il devienne prêtre séculier dans cette cathédrale, il accepte et l'épouse.
Il est peu après ordonné diacre par l'évêque Christophore, vicaire du métropolite de Saint-Pétersbourg, en la cathédrale Pierre-et-Paul de Saint-Pétersbourg.

### Prêtre
Jean est ordonné prêtre le 12 décembre 1855, en la cathédrale Saint-André de Cronstadt. Il devient un prêtre très pieux et passe sa vie dans la prière et la pénitence mais aussi dans le service des pauvres.
À cette époque, la ville de Cronstadt est un port militaire et une ville mal famée. Le crime y est une réalité quotidienne et de nombreux voleurs, criminels de toutes sortes, mendiants y vivent. À cela s'ajoutent l'injustice sociale et l'explosion des sectes dans la ville.
C’est à ces défavorisés et méprisés de la société que se consacre Jean. Il fait tout pour les aider financièrement et spirituellement. Il leur rend visite, les console, les conseille et va jusqu’à leur donner ses chaussures.
Son engagement social lui vaut le qualificatif de « Serviteur des exclus et des déshérités».

### Thaumaturge

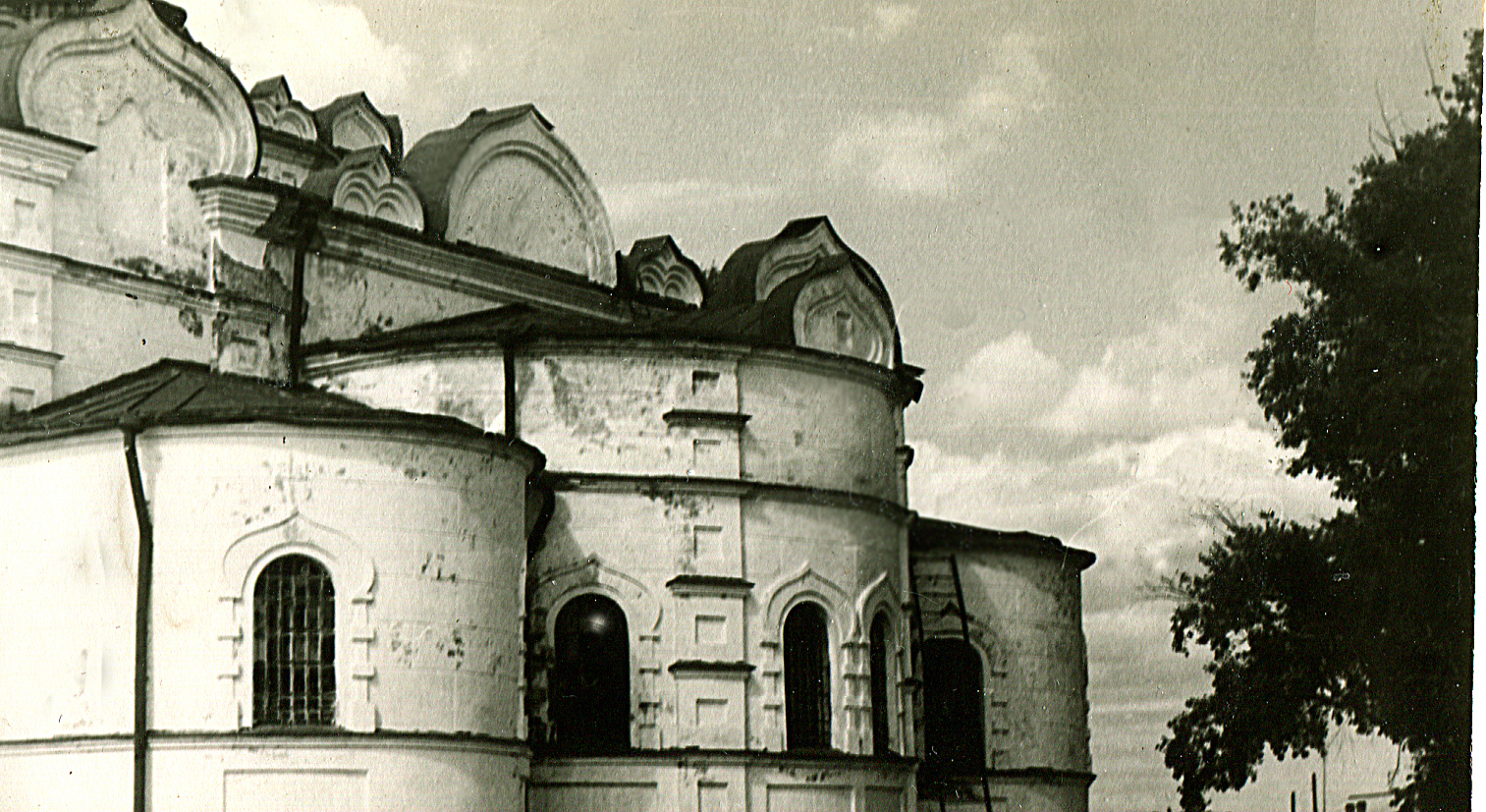
L'église construite à Sura grâce à Jean de Cronstadt

Le premier miracle connu de Jean est la guérison par sa seule prière d'un malade sur la requête de l'un de ses proches.
Très vite, il acquiert une grande réputation. Des gens viennent de tout l’Empire russe pour le voir : orthodoxes mais aussi musulmans et juifs. Des centaines de cas de guérisons sont dénombrés : des aveugles, des personnes souffrant de troubles psychiques et des malades de toutes sortes sont guéris.
Jean fait des liturgies quotidiennes qui attirent des milliers de personnes à tel point qu'il doit demander l'assistance d'autres prêtres pour faire communier tout le monde. Sa réputation est telle que des milliers de gens lui envoient des courriers et télégrammes. Un service postal spécial est ouvert à la poste de Cronstadt pour lui.
Avec l'argent reçu, le père Jean fait construire « la maison du labeur » comportant une église, une école, des ateliers et un asile. Il reçoit tellement d'argent qu'il peut faire nourrir quotidiennement environ un millier de pauvres.
Il fonde deux monastères : dans son village natal et l’autre à Saint-Pétersbourg. C'est dans ce dernier, le monastère Saint-Jean-de-Rila, qu’il sera enterré à sa mort. À partir de 1891, il retourne chaque année dans son village natal où il est toujours accueilli par une grande foule.
Le 17 octobre 1894, il est appelé au chevet de l'empereur mourant, Alexandre III, pour le faire communier et pour lui donner l'Onction des malades le 20 octobre.

### Dernières années
Bien que prétendant ne pas s'occuper de politique, il défendait des idées conservatrices proche de l’extrême droite, condamnant les révolutionnaires et même les réformistes modérés. Par ailleurs, après s'être élevé contre le Pogroms de Kichinev il a finalement justifié le massacre.
La fin de la vie du père Jean est marquée par la maladie : ses activités pastorales et son dévouement religieux l’épuisent complètement mais il ne se plaint de rien et communie chaque jour.
Le 10 décembre 1908, très malade, il célèbre sa dernière Liturgie : ayant prédit la date de sa mort, il meurt le 20 décembre 1908 à 7 h 40 du matin.
Son enterrement est grandiose : il est présidé par le métropolite Antoine de Saint-Pétersbourg, et il y a tellement de monde qu'on raconte qu'« un service d'ordre fut mis tout au long du parcours de la procession de l'enterrement pour contenir la foule ».

## Canonisation
Le 12 janvier 1909, l'empereur Nicolas II publie un édit par lequel il demande au Saint-Synode la création d'une journée de prière en sa mémoire à chaque anniversaire de sa mort.
Cependant, sa canonisation est retardée par la Révolution russe, puis par la persécution de l'Église sous le régime communiste. Il faudra attendre 1964 pour sa canonisation par l’Église russe hors frontières et 1990 pour que cette canonisation soit confirmée par le Patriarcat de Moscou.
En 2009, à l’occasion du 180e anniversaire de sa naissance, une grande commémoration est organisée à Saint-Pétersbourg.
Le patriarche Cyrille a déclaré dans une homélie que « le père Jean apprenait à prier de telle façon qu’aucune parole ne reste vaine, même lorsque nous prononçons les prières courantes telles que « Roi céleste ». Il appelait à reconnaître dans chaque mot de la liturgie une force intérieure et, ainsi, de se revêtir de la puissance de Dieu ».
Jean occupe une place importante dans la renaissance de la religion en Russie, il est souvent cité comme modèle, particulièrement à l'extrême droite.
Il y a 144 églises qui lui sont consacrées dans le monde entier et un musée mémorial a été créé à Saint-Pétersbourg en son honneur.

## Œuvres

### Écrits
Jean de Cronstadt est l'auteur d'une œuvre spirituelle abondante qui comprend principalement son journal spirituel et des sermons.
C'est le 14 décembre 1855, le surlendemain de son ordination, que Jean a commencé de tenir quotidiennement son journal à raison d'un fascicule pour deux années. Il ne s'est interrompu qu'à sa mort, en 1908.
Une première édition d'extraits ce journal a eu lieu à Moscou, de son vivant, en 1894 sous le titre Ma Vie en Christ ou Instants de recueillement spirituel et de contemplation, de pieuse méditation, de purification de l'âme et de paix en Dieu. Extraits du Journal de Jean Ilyitch Sergieff de la Cathédrale Saint-André, à Cronstadt, Russie. L'ouvrage comportait trois volumes et plus de mille pages.
Ce volume d'extraits est immédiatement traduit en anglais par E. E. Goulaev, de Saint-Pétersbourg, et édité à Londres en 1897. Publié dans plusieurs langues étrangères, il connaît un grand succès, notamment chez les prêtres anglicans.